# Municipio de Jackson (condado de Hancock, Indiana)
El municipio de Jackson (en inglés: Jackson Township) es un municipio ubicado en el condado de Hancock en el estado estadounidense de Indiana. En el año 2010 tenía una población de 1786 habitantes y una densidad poblacional de 19,37 personas por km².

## Geografía
El municipio de Jackson se encuentra ubicado en las coordenadas 39°49′45″N 85°39′2″O / 39.82917, -85.65056. Según la Oficina del Censo de los Estados Unidos, el municipio tiene una superficie total de 92.18 km², de la cual 92,06 km² corresponden a tierra firme y (0,14 %) 0,13 km² es agua.

## Demografía
Según el censo de 2010, había 1786 personas residiendo en el municipio de Jackson. La densidad de población era de 19,37 hab./km². De los 1786 habitantes, el municipio de Jackson estaba compuesto por el 97,65 % blancos, el 0,34 % eran afroamericanos, el 0,39 % eran amerindios, el 0,39 % eran de otras razas y el 1,23 % eran de una mezcla de razas. Del total de la población el 1,18 % eran hispanos o latinos de cualquier raza.